# جنگ یونان و ترکیه (۱۹۲۲–۱۹۱۹)
جنگ یونان و ترکیه (۱۹۲۲–۱۹۱۹) یا جنگ آسیای صغیر، به مجموعه رویدادهایی نظامی در جریان فروپاشی امپراطوری عثمانی پس از جنگ جهانی اول گفته می‌شود. جنگ بین یونان و انقلابیان ترک از جریان ملی ترکیه صورت گرفت و به تشکیل جمهوری ترکیه انجامید.